# Congregación Cabecera Chalchijapa
Congregación Cabecera Chalchijapa är en ort i Mexiko.   Den ligger i kommunen Santa María Chimalapa och delstaten Oaxaca, i den sydöstra delen av landet, 500 km sydost om huvudstaden Mexico City. Congregación Cabecera Chalchijapa ligger 214 meter över havet och antalet invånare är 203.
Terrängen runt Congregación Cabecera Chalchijapa är kuperad.  Trakten runt Congregación Cabecera Chalchijapa är nära nog obefolkad, med mindre än två invånare per kvadratkilometer. Närmaste större samhälle är Santa María Chimalapa, 16,8 km söder om Congregación Cabecera Chalchijapa. I omgivningarna runt Congregación Cabecera Chalchijapa växer i huvudsak städsegrön lövskog.